# Conner O'Malley
Conner O'Malley (nacido el 20 de diciembre de 1986) es un comediante, escritor, actor y personalidad de las redes sociales estadounidense. Por su trabajo en Late Night with Seth Meyers, recibió tres nominaciones a los Premios WGA. También produce videos en YouTube y estuvo activo en la ahora desaparecida plataforma de redes sociales Vine. O'Malley también ha aparecido en Broad City y Joe Pera Talks with You. Está casado con la actriz y también comediante Aidy Bryant.

## Carrera
O'Malley comenzó su carrera cómica en el Annoyance Theatre, donde conoció a su futura esposa, Aidy Bryant. Cuando Aidy fue elegida para SNL, la pareja se mudó a Nueva York y O'Malley comenzó a subir videos cortos de comedia a la plataforma de redes sociales Vine, mientras trabajaba como paseador de perros. Los videos de O'Malley rápidamente comenzaron a ganar atención y aclamación, y en 2014, fue contratado como escritor para Late Night with Seth Meyers. Mientras escribía para Late Night, O'Malley también actuó ocasionalmente en el programa, creando varios personajes recurrentes, como "Anniversary Guy", "Stink Mouth PigMan" y "Gørbøn Hausinfrud".
Además de escribir para Late Night, O'Malley también ha escrito para Joe Pera Talks with You, que también coprotagonizó como el vecino de Joe, Mike Melsky; y la 66.ª edición de los Premios Primetime Emmy. Como actor, O'Malley ha aparecido en varios programas de televisión, en particular Detroiters, donde interpretó a Trevor, el libre hermano de Tim; y Horace and Pete, donde interpretó a Eric, el novio de la hija de Horace, interpretada por Bryant. O'Malley también ha aparecido en Broad City y en The Characters de Netflix, y ha sido un invitado recurrente en The Chris Gethard Show desde 2013. En el 2019, apareció en I Think You Should Leave with Tim Robinson. En 2021, apareció en That Damn Michael Che de HBO.
Desde 2016, O'Malley también ha publicado con frecuencia vídeos en su canal de YouTube, similares a su trabajo en Vine. En 2023, comenzó a vender sus vídeos mediante pago por visión en su propio sitio web, endorphinport.com.

## Estilo de comedia
Los videos de O'Malley lo muestran interpretando a una persona maníaca y agresiva con pensamientos libres. Sus Vines, subidos hasta que el sitio desapareció, lo mostraban enfrentándose a conductores en la calle y hablando con ellos en non-sequiturs, y sus videos de Twitter han incluido una serie de vlogs cada vez más caóticos y exigentes dirigidos a los candidatos presidenciales Howard Schultz y Beto O'Rourke que han sido comparados con el arte performance.
Shane Ryan, que escribe para Paste, dijo que la comedia de O'Malley expresa "ira y envidia y una especie de adoración pervertida a la riqueza y el sueño americano". O'Malley también ha publicado vídeos de comedia en YouTube que han satirizado a InfoWars, South by Southwest y los Premios AVN. Chloe Lizotte, que escribe para Reverse Shot, comparó el trabajo de O'Malley con el de Adam Curtis y dijo que sus vídeos "se burlan de la idea de que el entretenimiento comercial podría sustituir la acción política o llenar un vacío espiritual".

## Filmografía

### Películas
| Año  | Título                 | Papel  |
| ---- | ---------------------- | ------ |
| 2020 | Palm Springs           | Randy  |
| 2022 | Bodies, Bodies, Bodies | Max    |
| 2024 | I Saw the TV Glow      | Dave   |
| 2024 | Friendship             | Patton |

### Televisión
| Año       | Título                                     | Papel           | Notas                                                  |
| --------- | ------------------------------------------ | --------------- | ------------------------------------------------------ |
| 2013–2017 | The Chris Gethard Show                     | Varios          | Recurrente, 10 episodios                               |
| 2014–2017 | Late Night with Seth Meyers                | Varios          | Recurrente, también escritor                           |
| 2014      | Louie                                      | Joven Louie     | Episodio: "Elevator Part 4"                            |
| 2015      | The Awesomes                               | Voz             | Recurrente, 2 episodios                                |
| 2015      | Broad City                                 | Chris           | Episodio: St. Mark's                                   |
| 2015–2016 | The Special Without Brett Davis            | Varios          | Recurrente, 3 episodios                                |
| 2016      | Horace and Pete                            | Eric            | Episodio: "Episodio #1.7"                              |
| 2016      | Netflix Presents: The Characters           | Hermano puntero | Episodio: "Tim Robinson"                               |
| 2017      | At Home with Amy Sedaris                   | Guanog          | Episodio: "Out of This World"                          |
| 2018      | Detroiters                                 | Trevor          | Episodio: "Trevor"                                     |
| 2018      | The Shivering Truth                        | Voz             | Episodio: "The Magmafying Past"                        |
| 2018–2021 | Joe Pera Talks with You                    | Mike Melsky     | Coprotagonista, también escritor y productor ejecutivo |
| 2019–2023 | I Think You Should Leave with Tim Robinson | Varios          | Recurrente, 4 episodios                                |
| 2019–2020 | Shrill                                     | Reggie          | Recurrente, 4 episodios                                |
| 2020      | Search Party                               | Chris           | Episodio: "A National Affair"                          |
| 2021      | How To with John Wilson                    | N/A             | Escritor, segunda temporada                            |

### Presentaciones de premios
| Año  | Título                                     | Role     | Notas            |
| ---- | ------------------------------------------ | -------- | ---------------- |
| 2014 | 66.ª edición de los Premios Primetime Emmy | Él mismo | También escritor |